# Velká Vys
Velká Vys (ukrajinsky Велика Вись, Большая Высь) je řeka v Kirovohradské a v Čerkaské oblasti na Ukrajině. Je dlouhá 166 km. Povodí řeky je 2860 km².

## Průběh toku
Teče přes Podněperskou vysočinu. Je levou zdrojnicí Syňuchy (povodí Jižního Bugu).

## Vodní režim
Zdrojem vody jsou převážně sněhové srážky.

## Využití
Na řece bylo vybudováno 6 přehradních nádrží a leží na ní město Novomyrhorod.